# Moussa Diawara (football)
Pour les articles homonymes, voir Moussa Diawara et Diawara.
Moussa Diawara, né le 15 octobre 1994 à Kindia (Guinée), est un footballeur international guinéen qui évolue au poste d'ailier gauche en faveur du club de Bank El Ahly et de l'équipe nationale de Guinée,.

## Biographie

### Carrière de joueur
Diawara commence sa carrière avec le Stade Malien au Mali, puis joue avec l'AS Kaloum en Guinée.
Il s'installe ensuite en Égypte et signe avec l'El Entag El Harby, avant de rejoindre le club de Bank El Ahly le 2 novembre 2020.

### Carrière internationale
Le 22 juin 2015, Diawara fait ses débuts avec l'équipe nationale de Guinée, lors d'une victoire 3-1 contre le Libéria, rentrant dans le cadre des éliminatoires du championnat d'Afrique des nations 2016.